# Кубок регионов Бемол
Кубок Регионов Бемол (Bemol Regions’Cup) — первый частный футбольный турнир среди любительских команд под патронатом Федерации Футбола Молдовы. Проводился с 2010 по 2013 годы .
С 2011 года допускались к участию футболисты-профессионалы, имеющие непосредственное отношение к региону, который представляла команда. В турнире принимали участие некоторые игроки основной сборной Молдовы, среди которых Сергей Георгиев, Мариан Столеру, Дан Спэтару, Петру Леукэ, Вадим Болохан, Думитру Челядник. В 2012 году был заявлен за «Единец» российский легионер Игорь Ламбарский.
С 2011 года все финальные матчи транслировались в прямом эфире Интернет-порталом «Moldfootball.com» и сайтом Divizia-a.md.
В 2012 году несколько матчей были проведены на Украине.

## Прошедшие соревнования
Первый розыгрыш турнира состоялся с 6 мая по 22 августа 2010 года и был приурочен к празднованию 100-летнего юбилея молдавского футбола. В турнире приняли участие 16 команд из 13 районов Молдовы, а победителем стали «Маркулешты» из Флорештского района, обыгравшие в Чимишлии в финальном матче ФК «Ниспорены».
Во втором розыгрыше, который проходил с 6 мая по 28 августа 2011 года, приняло участие 32 команды из 23 районов Молдовы и 1 уезда Румынии. В финальном матче ФК «Ниспорены» в серии послематчевых пенальти одолел ФК «Единец». Бронзовые медали достались футболистам из флорештских «Маркулешт».
В третьем розыгрыше, стартовавшем 9 мая 2012 года в приднестровском городе Дубоссары, приняли участие 24 команды из 16 районов Молдовы и 1 области Украины. Турнир состоял из трёх этапов (один предварительный и два групповых). Финальный поединок 25 августа 2012 года прошёл на стадионе Центра подготовки сборных Молдовы в Вадул-луй-Водэ. Золотые медали завоевал СК «Кожушна» (Страшенский район), «серебро» у ФК «Ниспорены», составленной из румынских футболистов, а бронзовые медали достались участнику любительского чемпионата Украины по футболу ФК «Володарка» (Киевская область, Украина).
Четвёртый, скоротечный, розыгрыш (на старт вышло 8 команд из 7 районов) открылся 7 июля 2013 года матчем в страшенском селе Кожушна и завершился 25 августа 2013 года на городском стадионе в Единец. В финале местная «Глория» в дополнительное время победила флорештские «Маркулешты». Этот матч стал сотой и последней встречей в рамках проведения кубка.
За 4 года существования турнира в нём приняло участие 46 команд из 28 районов Молдовы, а также 1 уезда Румынии и 1 области Украины.

## Победители Bemol Regions’Cup
| Год  | Победитель    | Финалист      | 3-е место     |
| ---- | ------------- | ------------- | ------------- |
| 2010 | ФК Маркулешты | ФК Ниспорены  | -             |
| 2011 | ФК Ниспорены  | ФК «Единец»   | ФК Маркулешты |
| 2012 | СК Кожушна    | ФК Ниспорены  | ФК Володарка  |
| 2013 | Глория Единец | ФК Маркулешты | СК Кожушна    |

## Лучшие игроки Bemol Regions’Cup
| Год  | Лучшие игроки        | Клуб          |
| ---- | -------------------- | ------------- |
| 2010 | Попа Януш            | ФК Ниспорены  |
| 2011 | Скалецки Андрей      | ФК Маркулешты |
| 2012 | Задорожный Станислав | ФК Маркулешты |
| 2013 | Бешляга Андрей       | Глория Единец |

## Лучшие бомбардиры Bemol Regions’Cup
| Год  | Лучший бомбардир | Клуб          | Голы |
| ---- | ---------------- | ------------- | ---- |
| 2010 | Чобану Дан       | ФК Ниспорены  | 7    |
| 2011 | Паскарь Ион      | ФК «Единец»   | 9    |
| 2012 | Чертан Алексей   | СК Кожушна    | 7    |
| 2013 | Паскарь Ион      | ФК Маркулешты | 8    |

## Лучшие вратари Bemol Regions’Cup
| Год  | Лучшие вратари   | Клуб          |
| ---- | ---------------- | ------------- |
| 2010 | Оанча Вадим      | ФК Ниспорены  |
| 2011 | Чупринэ Думитру  | ФК Маркулешты |
| 2012 | Челядник Думитру | СК Кожушна    |
| 2013 | Бешляга Андрей   | Глория Единец |

## Лучшие тренера Bemol Regions’Cup
| Год  | Лучшие тренера | Клуб          |
| ---- | -------------- | ------------- |
| 2011 | Брынза Думитру | ФК Мерешены   |
| 2012 | Григораш Иоан  | ФК Ниспорены  |
| 2013 | Шпанёра Игорь  | Глория Единец |